# Оппид

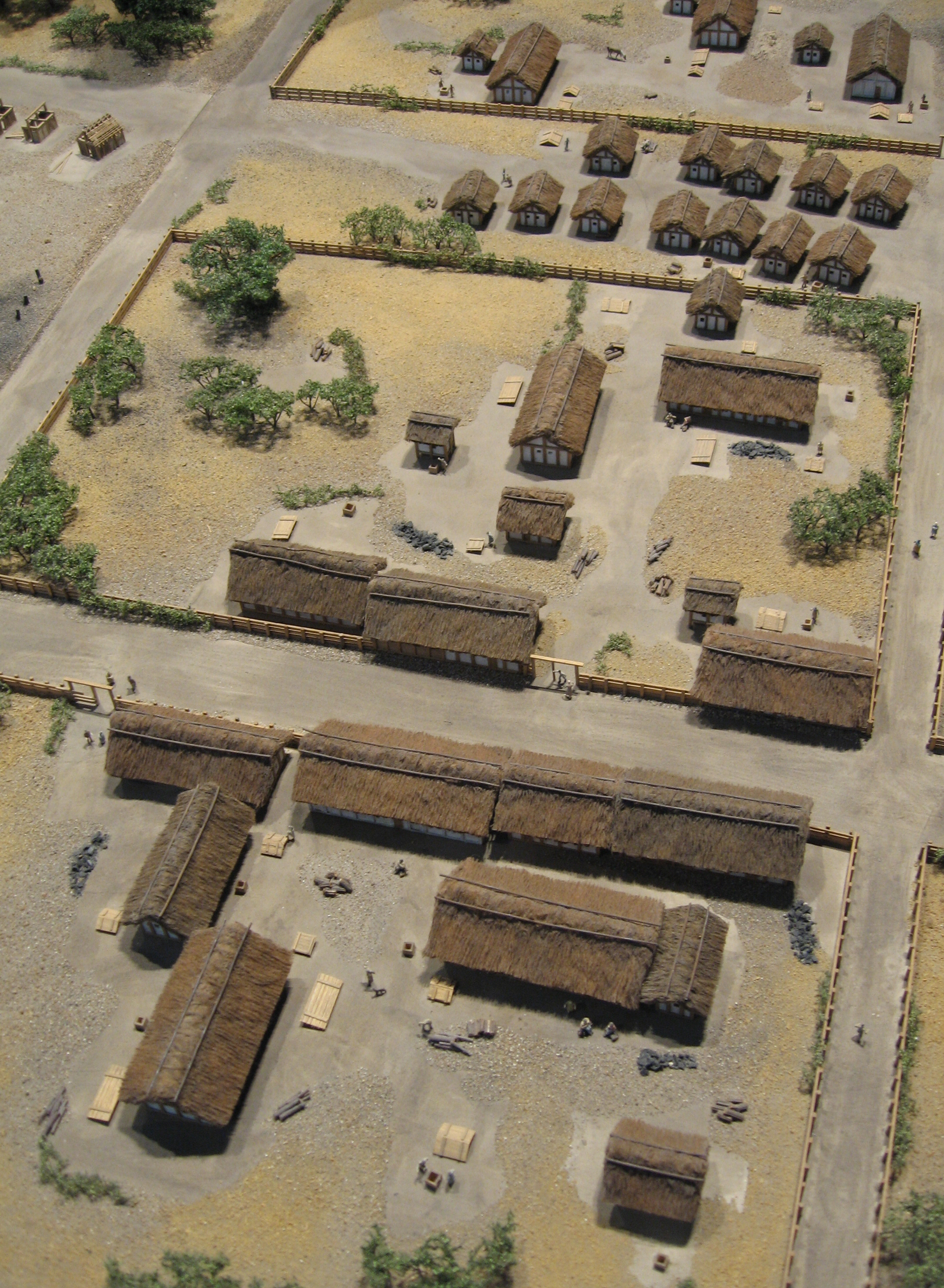
Реконструкция Манхингского оппидума.

О́ппид, оппидум (лат. oppidum) — кельтский город-крепость периода Римской империи, окружённый рвом и земляным валом. Конфигурация и планировка оппидума зависели от ландшафта, в котором он располагался. Оппидами назывались также кельтские крепости II—I веков до н. э., имевшие каменные стены и прямоугольную планировку.
Так же как и урбс, оппид по-латински означает город, этот термин заимствован у Цезаря из его «Записок о галльской войне». Время с конца II века до н. э. — I века н. э. — период наивысшего расцвета оппидов, положивших начало многим европейским городам. В настоящее время термин оппид применяется к круглым укрепленным поселениям доримского времени.

## Известные оппиды
- Аварик;
- Ансерюн[англ.];
- Бибракта;
- Герговия;
- Глауберг;
- Манхингский оппидум[англ.];
- Нуманция;
- Тительберг[англ.];
- Убиорум;
- Хойнебург